# Tonggorisa
Tonggorisa is een bestuurslaag in het regentschap Bima van de provincie West-Nusa Tenggara, Indonesië. Tonggorisa telt 2683 inwoners (volkstelling 2010).